# Măgura cu Liliac, Teleorman
Măgura cu Liliac este un sat în comuna Drăgănești de Vede din județul Teleorman, Muntenia, România. Se află în partea central-vestică a județului, în Câmpia Găvanu-Burdea.